# 에체르

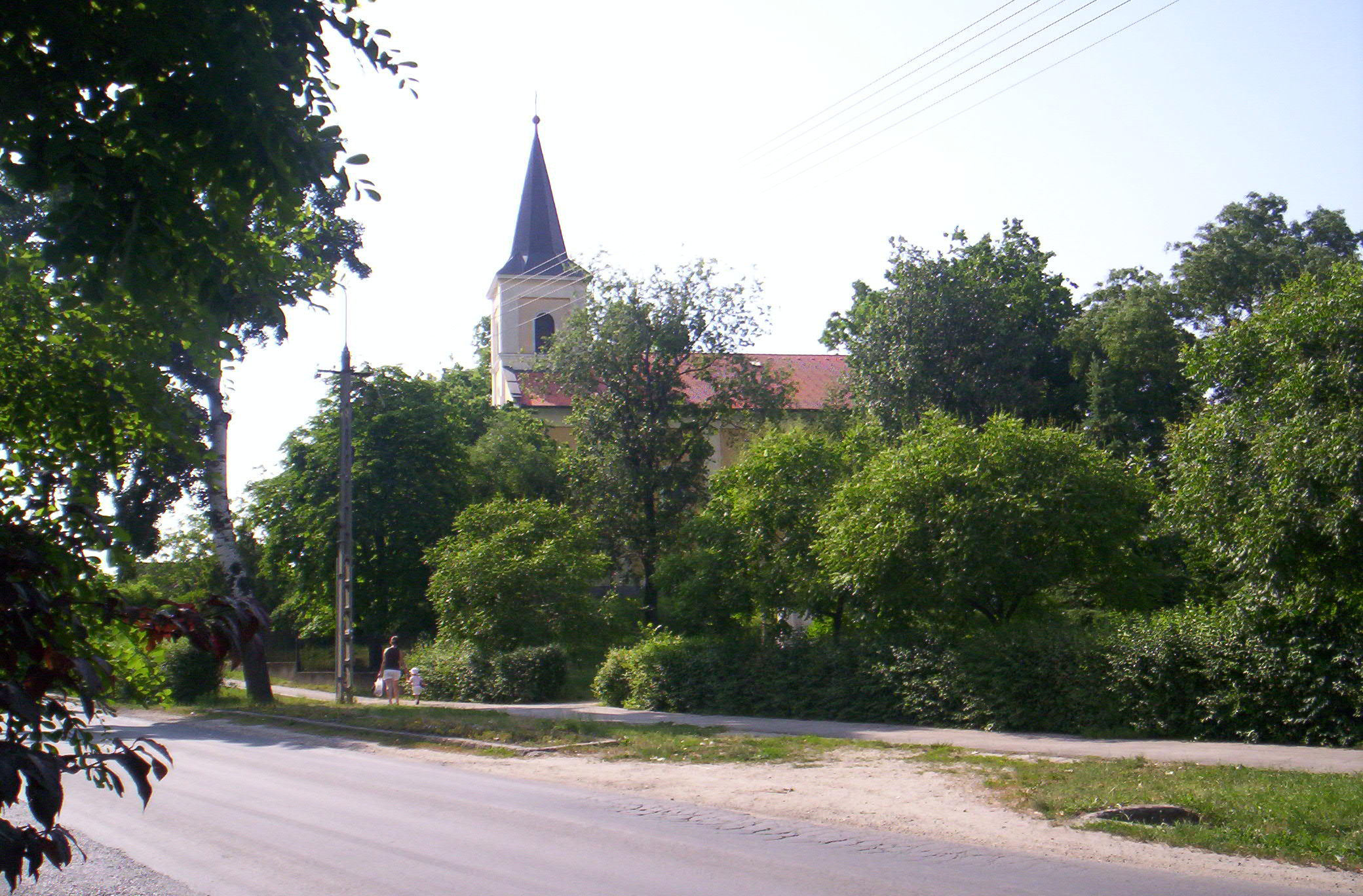
에체르에 있는 교회와 공원

에체르(헝가리어: Ecser, 슬로바키아어: Ečer)는 헝가리 페슈트 주와 부다페스트 도시권에 위치한 마을로, 면적은 13.1km2, 인구는 3,471명(2007년 기준), 인구 밀도는 248.05명/km2이다.

## 지리
부다페스트 남동부에 위치하며 리스트 페렌츠 국제공항 인근과 접한다. 인근에 있는 마을로 머글로드(Maglód), 베체시(Vecsés), 죔뢰(Gyömrő), 윌뢰(Üllő)가 있다. M0 고속도로가 지나가며 슬로바키아인 소수가 거주한다.

## 역사
에체르가 문헌에 처음으로 등장한 시기는 1315년 12월 15일이다. 896년 헝가리인이 지금과 같은 곳에 정착했다.
전설에 따르면 마자르족의 왕인 아르파드가 잠시 쉬어가던 중에 마을 이름을 물었는데 마을 주민들이 아무도 대답하지 않자 아르파드가 "참나무"(헝가리어: cser)라고 명명했고 마을 이름도 여기서 유래된 이름이다.
오스만 제국의 통치 시대(1526년 ~ 1686년)에 마을이 소멸되기도 했지만 1699년 마을 주민들이 귀환했다. 라코치의 독립 전쟁(1703년 ~ 1711년) 때 마을에서 온 병사 11명이 참전했다. 18세기 초반 마을 영주 안탈 그라살코비치(Antal Grassalkovich)가 슬로바키아인들을 받아들였다.

## 사진

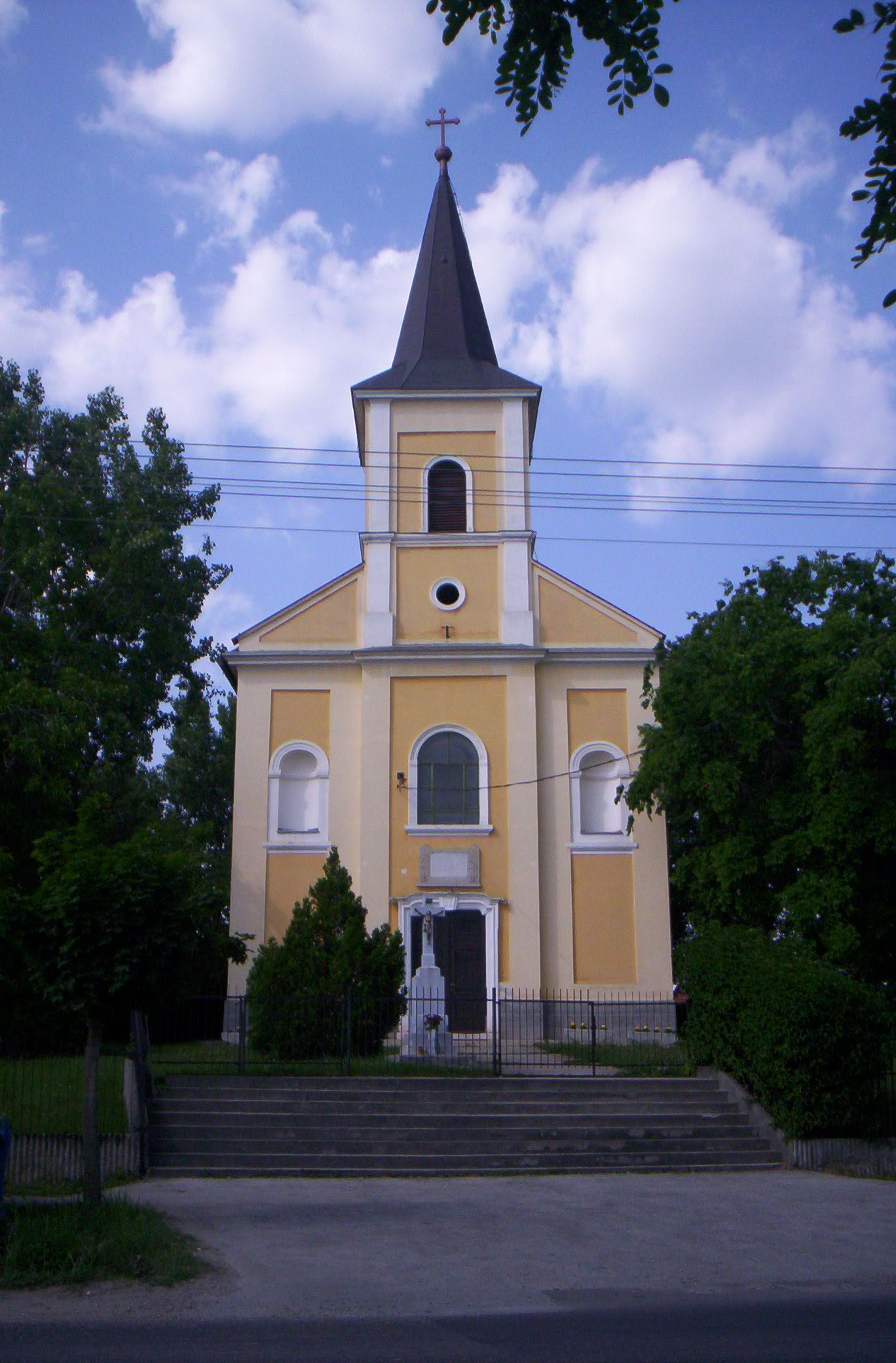
에체르에 있는 가톨릭 교회
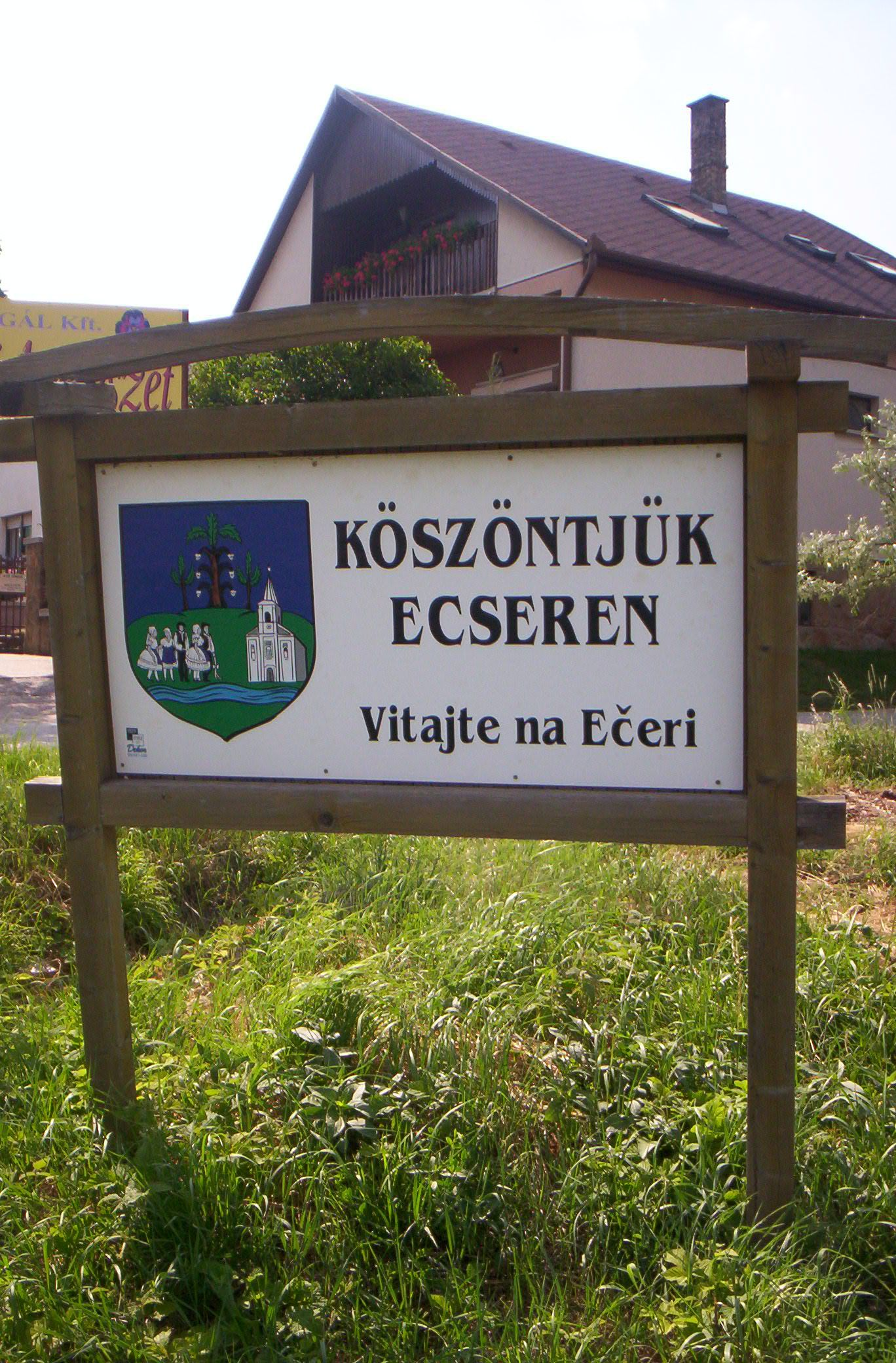
에체르 마을 입구에 세워진 표지판 (헝가리어와 슬로바키아어로 쓰여져 있음)
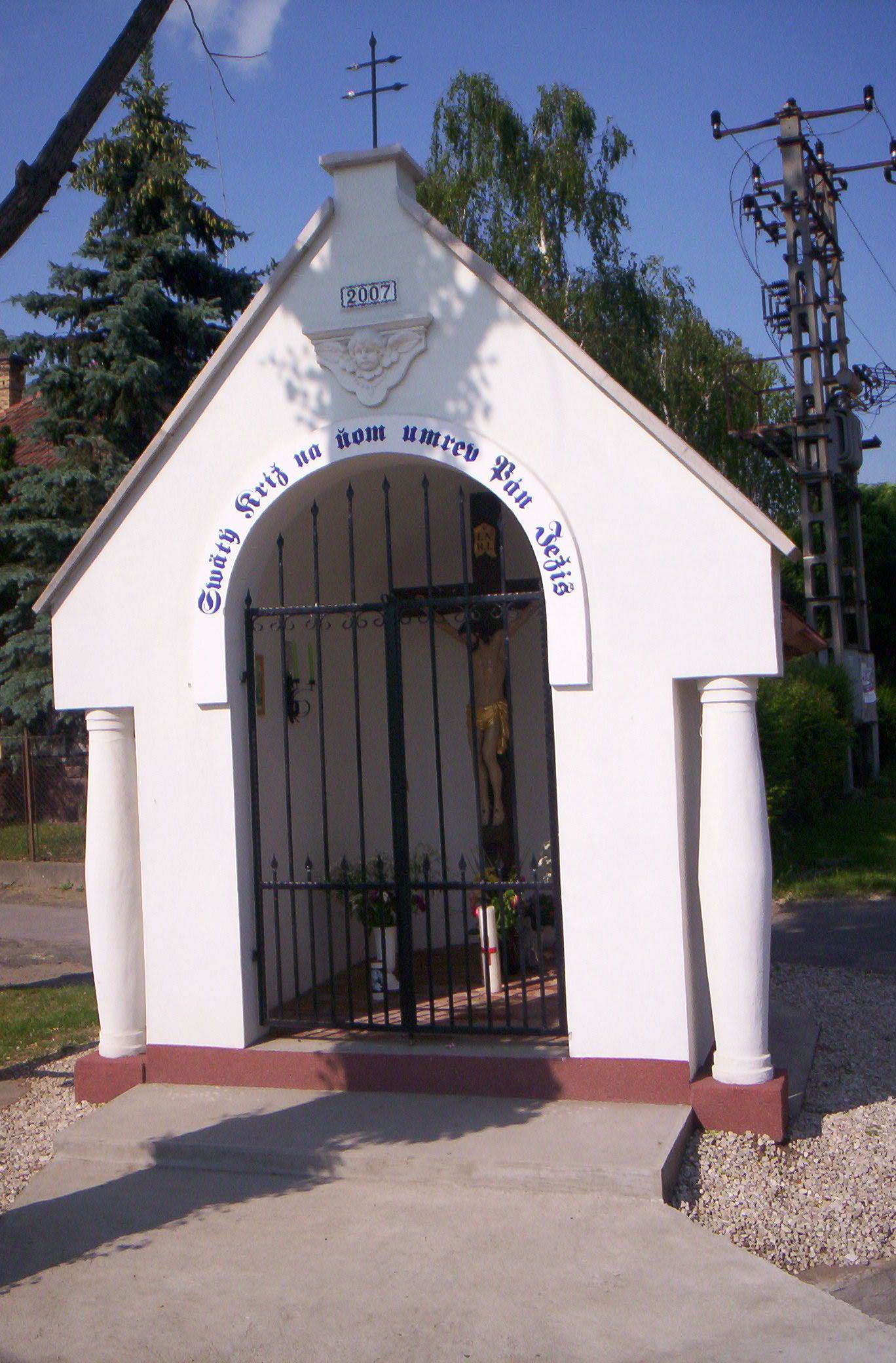
슬로바키아계 예배당
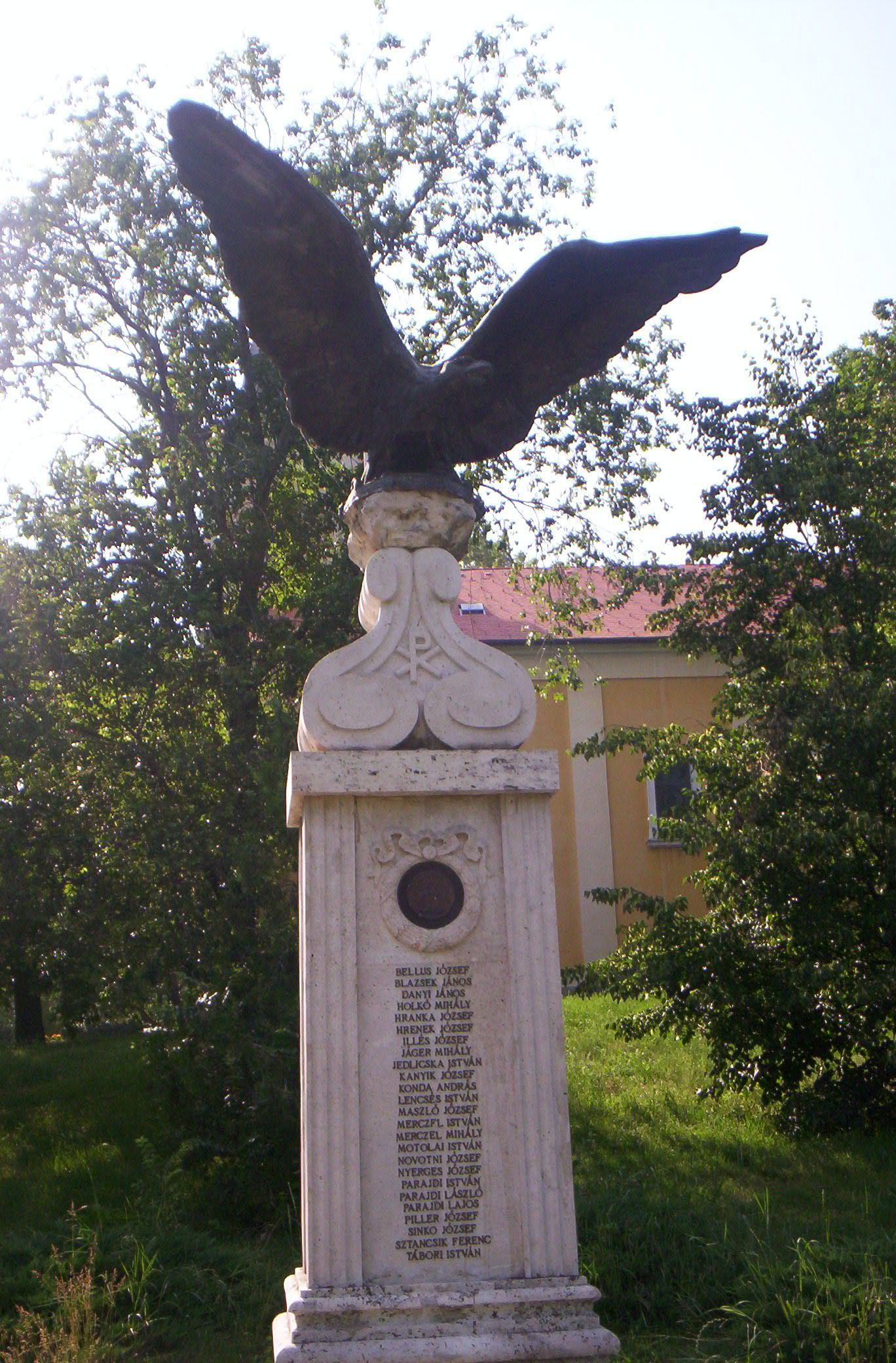
제2차 세계 대전 기념비
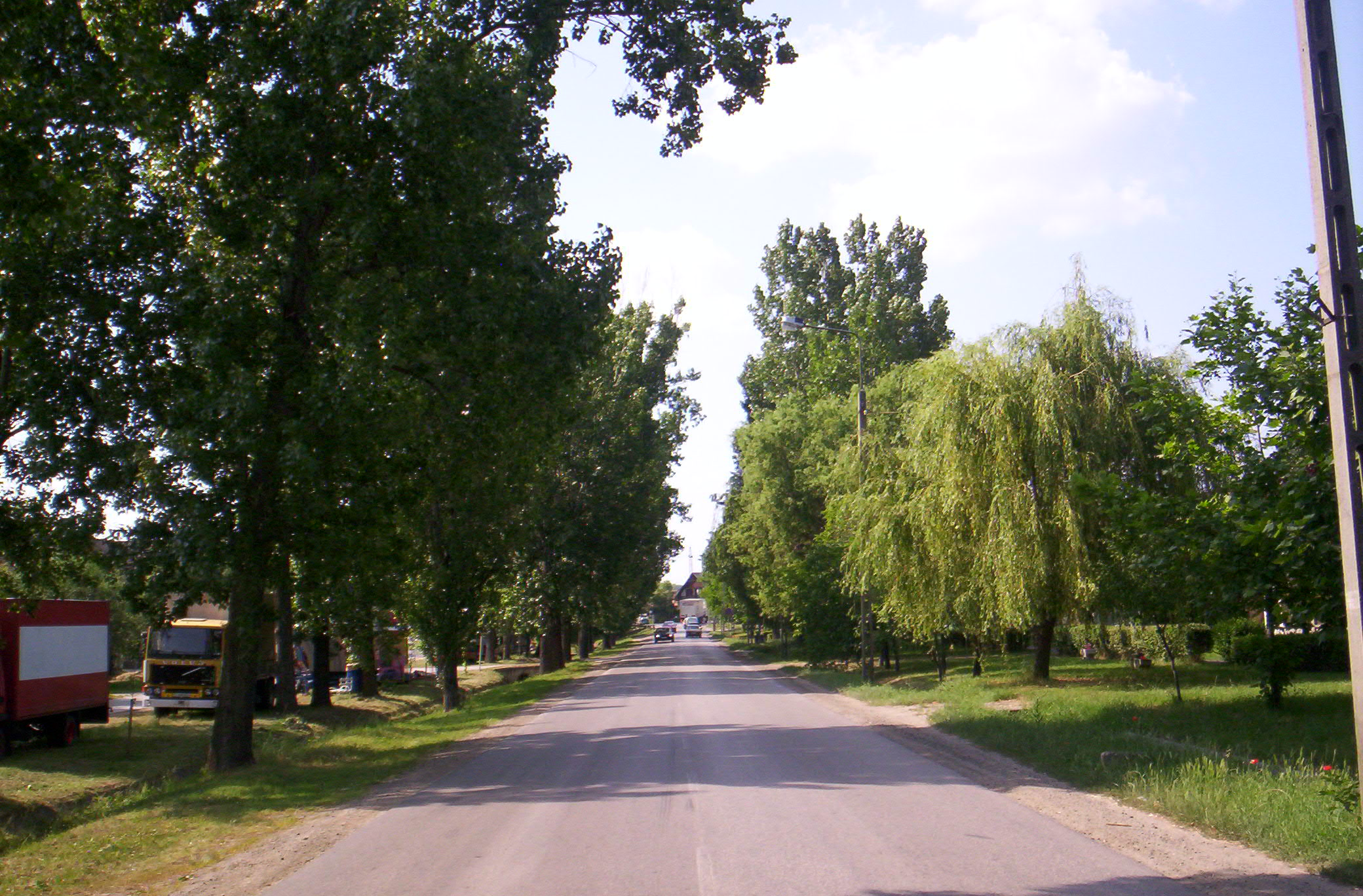
에체르 시가지 Széchenyi utca
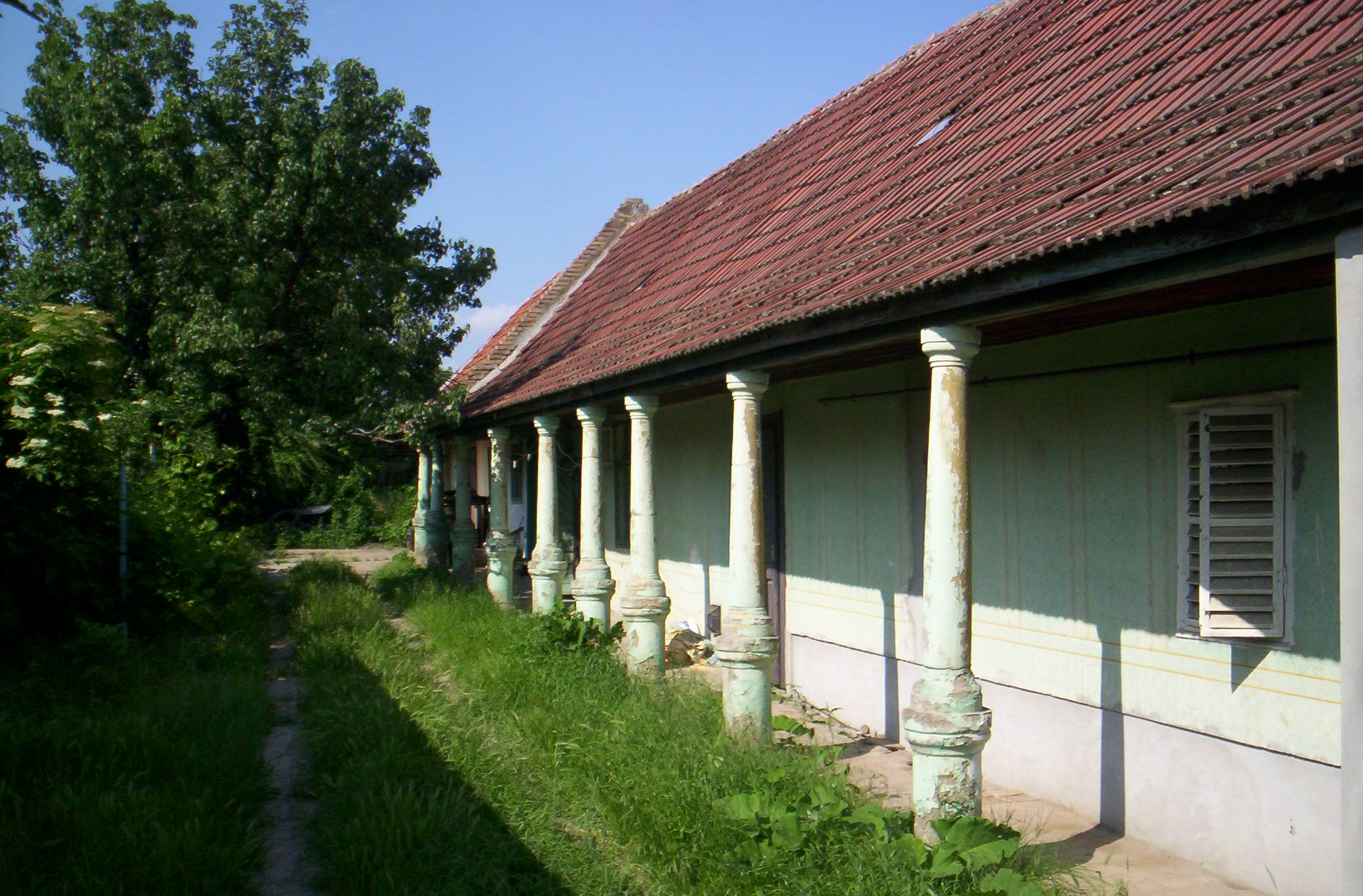
옛 집에 있는 정원
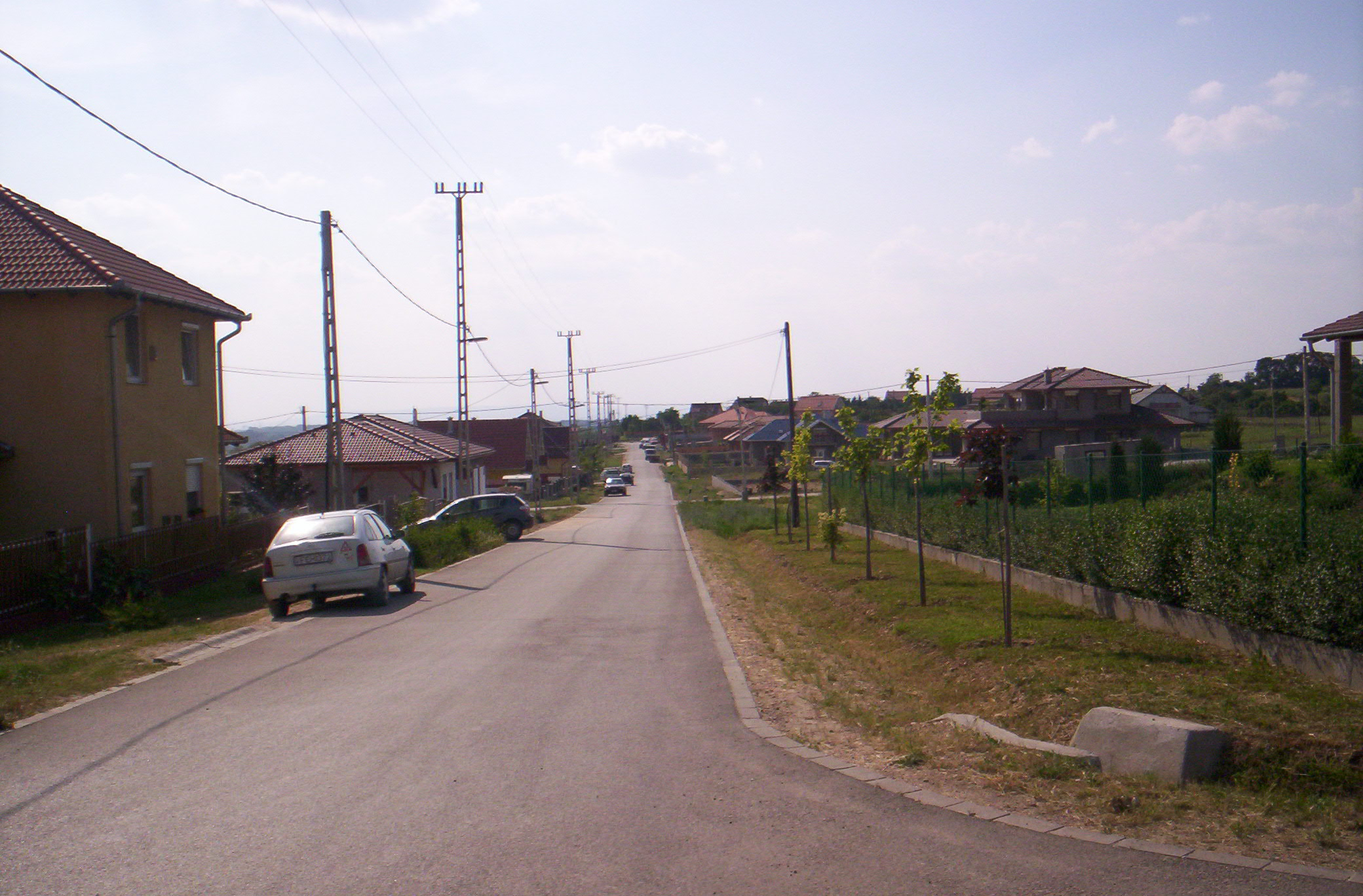
에체르 새 시가지 Kálvária Hill
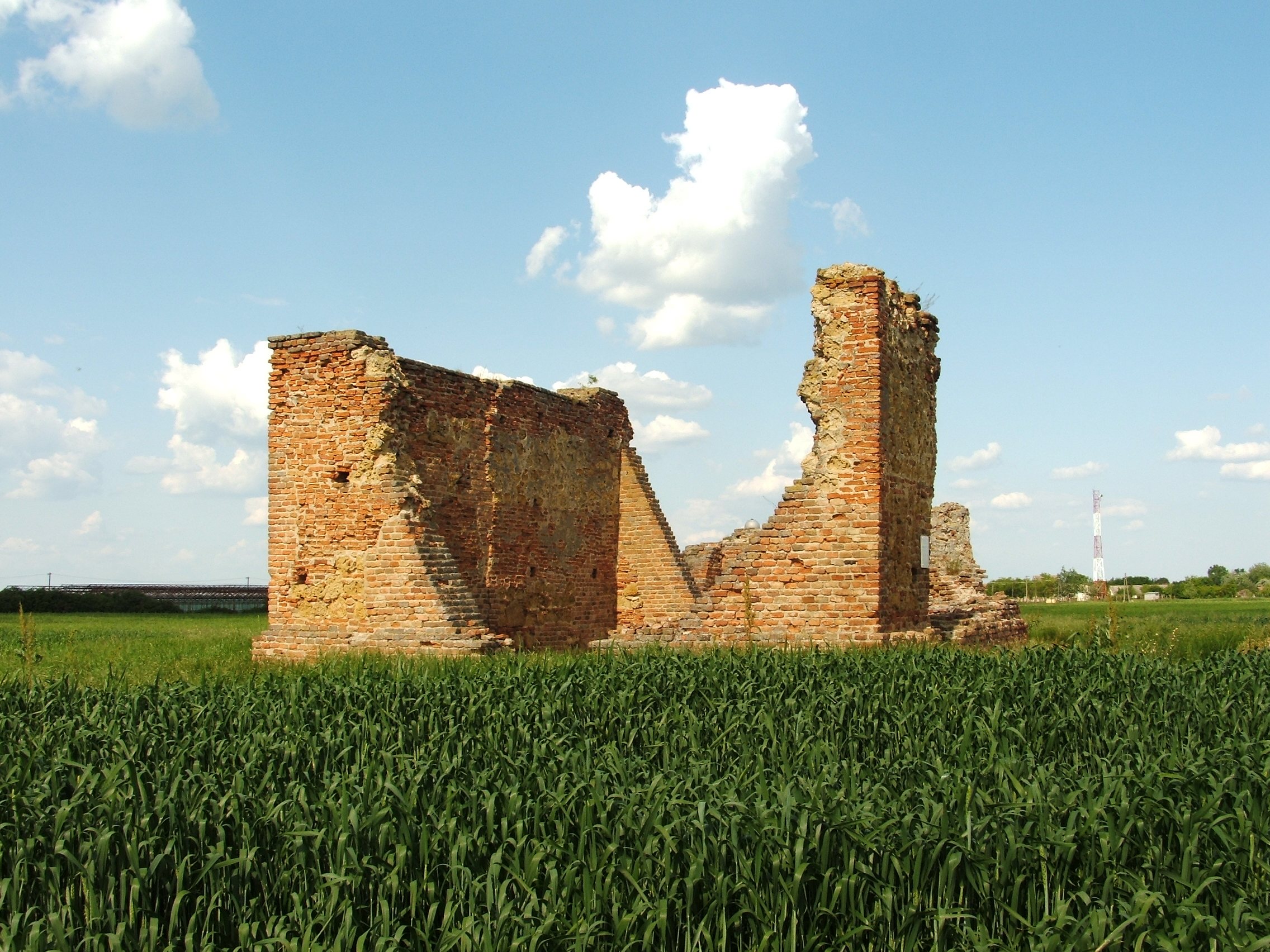
오스만 제국과 헝가리 간의 전쟁 때 파괴된 중세 시대 교회 유적